# Medalha Wollaston
A   Medalha Wollaston  é uma recompensa científica para a geologia, sendo o prêmio de maior prestígio concedido pela Sociedade Geológica de Londres.
Foi nomeada em homenagem ao químico britânico William Hyde Wollaston   (1766-1828), e foi concedida pela primeira vez em 1831. Originalmente era confeccionada com paládio, um metal descoberto por Wollaston.

## Laureados[1]
- 1831 - William Smith
- 1835 - Gideon Mantell
- 1836 - Louis Agassiz
- 1837 - Proby Thomas Cautley
- 1837 - Hugh Falconer
- 1838 - Richard Owen
- 1839 - Christian Gottfried Ehrenberg
- 1840 - Andre Hubert Dumont
- 1841 - Adolphe Theodore Brongniart
- 1842 - Leopold von Buch
- 1843 - Jean-Baptiste Elie de Beaumont
- 1843 - Pierre Armand Dufrenoy
- 1844 - William Conybeare
- 1845 - John Phillips
- 1846 - William Lonsdale
- 1847 - Ami Boué
- 1848 - William Buckland
- 1849 - Joseph Prestwich
- 1850 - William Hopkins
- 1851 - Adam Sedgwick
- 1852 - William Henry Fitton
- 1853 - Adolphe d'Archiac
- 1853 - Edouard de Verneuil
- 1854 - Richard John Griffith
- 1855 - Henry De la Beche
- 1856 - William Edmond Logan
- 1857 - Joachim Barrande
- 1858 - Hermann von Meyer
- 1859 - Charles Darwin
- 1860 - Searles Valentine Wood
- 1861 - Heinrich Georg Bronn
- 1862 - Robert Alfred Cloyne Godwin-Austen
- 1863 - Gustav Bischof
- 1864 - Roderick Murchison
- 1865 - Thomas Davidson
- 1866 - Charles Lyell
- 1867 - George Poulett Scrope
- 1868 - Carl Friedrich Naumann
- 1869 - Henry Clifton Sorby
- 1870 - Gerard Paul Deshayes
- 1871 - Andrew Ramsay
- 1872 - James Dwight Dana
- 1873 - Philip de Malpas Grey Egerton
- 1874 - Oswald Heer
- 1875 - Laurent-Guillaume de Koninck
- 1876 - Thomas Henry Huxley
- 1877 - Robert Mallet
- 1878 - Thomas Wright
- 1879 - Bernhard Studer
- 1880 - Auguste Daubrée
- 1881 - Peter Martin Duncan
- 1882 - Franz Ritter von Hauer
- 1883 - William Thomas Blanford
- 1884 - Albert Jean Gaudry
- 1885 - George Busk
- 1886 - Alfred Des Cloizeaux
- 1887 - John Whitaker Hulke
- 1888 - Henry Benedict Medlicott
- 1889 - Thomas George Bonney
- 1890 - William Crawford Williamson
- 1891 - John Wesley Judd
- 1892 - Ferdinand von Richthofen
- 1893 - Nevil Story Maskelyne
- 1894 - Karl Alfred von Zittel
- 1895 - Archibald Geikie
- 1896 - Eduard Suess
- 1897 - Wilfred Hudleston Hudleston
- 1898 - Ferdinand Zirkel
- 1899 - Charles Lapworth
- 1900 - Grove Karl Gilbert
- 1901 - Charles Barrois
- 1902 - Friedrich Schmidt
- 1903 - Heinrich Rosenbusch
- 1904 - Albert Heim
- 1905 - Jethro Justinian Harris Teall
- 1906 - Henry Woodward
- 1907 - William Johnson Sollas
- 1908 - Paul Heinrich von Groth
- 1909 - Horace Bolingbroke Woodward
- 1910 - William Berryman Scott
- 1911 - Waldemar Christopher Brøgger
- 1912 - Lazarus Fletcher
- 1913 - Osmond Fisher
- 1914 - John Edward Marr
- 1915 - Edgeworth David
- 1916 - Alexander Petrovich Karpinsky
- 1917 - (Francois Antoine) Alfred Lacroix
- 1918 - Charles Doolittle Walcott
- 1919 - Aubrey Strahan
- 1920 - Gerard Jacob De Geer
- 1921 - Benjamin Neeve Peach
- 1921 - John Horne
- 1922 - Alfred Harker
- 1923 - William Whitaker
- 1924 - Arthur Smith Woodward
- 1925 - George William Lamplugh
- 1926 - Henry Fairfield Osborn
- 1927 - William Whitehead Watts
- 1928 - Dukinfield Henry Scott
- 1929 - Friedrich Becke
- 1930 - Albert Charles Seward
- 1931 - Arthur William Rogers
- 1932 - Johan Herman Lie Vogt
- 1933 - Marcellin Boule
- 1934 - Henry Alexander Miers
- 1935 - John Smith Flett
- 1936 - Gustaaf Adolf Frederik Molengraaff
- 1937 - Waldemar Lindgren
- 1938 - Maurice Lugeon
- 1939 - Frank Dawson Adams
- 1940 - Henry Woods
- 1941 - Arthur Louis Day
- 1942 - Reginald Aldworth Daly
- 1943 - Alexander Yevgenyevich Fersman
- 1944 - Victor Moritz Goldschmidt
- 1945 - Owen Thomas Jones
- 1946 - Emmanuel de Margerie
- 1947 - Joseph Burr Tyrrell
- 1948 - Edward Battersby Bailey
- 1949 - Robert Broom
- 1950 - Norman Levi Bowen
- 1951 - Olaf Holtedahl
- 1952 - Herbert Harold Read
- 1953 - Erik Stensiö
- 1954 - Leonard Johnston Wills
- 1955 - Arthur Elijah Trueman
- 1956 - Arthur Holmes
- 1957 - Paul Fourmarier
- 1958 - Pentti Eelis Eskola
- 1959 - Pierre Pruvost
- 1960 - Cecil Edgar Tilley
- 1961 - Roman Kozlowski
- 1962 - Leonard Hawkes
- 1963 - Felix Andries Vening Meinesz
- 1964 - Harold Jeffreys
- 1965 - David Meredith Seares Watson
- 1966 - Francis Parker Shepard
- 1967 - Edward Crisp Bullard
- 1968 - Raymond Cecil Moore
- 1969 - William Maurice Ewing
- 1970 - Philip Henry Kuenen
- 1971 - Ralph Alger Bagnold
- 1972 - Hans Ramberg
- 1973 - Alfred Sherwood Romer
- 1974 - Francis John Pettijohn
- 1975 - Hollis Dow Hedberg
- 1976 - Kingsley Charles Dunham
- 1977 - Reinout Willem van Bemmelen
- 1978 - John Tuzo Wilson
- 1979 - Hatton Schuyler Yoder
- 1980 - Augusto Gansser
- 1981 - Robert Minard Garrels
- 1982 - Peter John Wyllie
- 1983 - Dan Peter McKenzie
- 1984 - Kenneth J. Hsu
- 1985 - Gerald Joseph Wasserburg
- 1986 - John Graham Ramsay
- 1987 - Claude Jean Allègre
- 1988 - Alfred Ringwood
- 1989 - Drummond Hoyle Matthews
- 1990 - Wallace Smith Broecker
- 1991 - Xavier Le Pichon
- 1992 - Martin Bott
- 1993 - Samuel Epstein
- 1994 - William Jason Morgan
- 1995 - George Patrick Leonard Walker
- 1996 - Nicholas Shackleton
- 1997 - Douglas James Shearman
- 1998 - Karl Karekin Turekian
- 1999 - John Frederick Dewey
- 2000 - William Sefton Fyfe
- 2001 - Harry Blackmore Whittington
- 2002 - Rudolf Trümpy
- 2003 - Ikuo Kushiro
- 2004 - Geoffrey Eglinton
- 2005 - Edward A. Irving
- 2006 - James Lovelock
- 2007 - Andrew Knoll
- 2008 - Norman Sleep
- 2009 - Paul Felix Hoffman
- 2010 - Richard Hugh Sibson
- 2011 - Robert Stephen John Sparks
- 2012 - Christopher Hawkesworth
- 2013 - Kurt Lambeck
- 2014 - Maureen Raymo
- 2015 - James Jackson
- 2016 - Susan Brantley[2]
- 2017 - Richard Alley[3]
- 2018 - Terry Plank
- 2019 - Edward Stolper[4]
- 2020 - Barbara Romanowicz
- 2021 - David Pollard[5]
- 2022 - Tanya Atwater[6]